# Chyże (Szczecinek)
Chyże (niem. Kietz) – część miasta Szczecinek w Polsce położona w województwie zachodniopomorskim, w powiecie szczecineckim, w gminie miejskiej Szczecinek.
Leżą na północ od centrum miasta, w rejonie drogi ekspresowej S11.
Znajduje się tu kolejowy przystanek osobowy Szczecinek Chyże.